# پارس نوآ
پارس نوآ خودرویی سدان و چهار در، در سگمنت سی و اولین خودرو با برند پارس خودرو است.
پروژه خودروی L90 ایرانی شرکت پارس خودرو در ابتدا با نام «کادیلا» معرفی شد، اما این نام برای نسخه‌های صادراتی در نظر گرفته شده بود. پس از آن، نام «P90» انتخاب شد و سپس «پارس آریا» نام گرفت. در نهایت این خودرو 《پارس نوآ》 نام گرفت.
این خودرو بر اساس شاسی نسل اوّل پارس خودرو ارتقا یافته و یک کپی از طراحی رنو لوگان (تندر ۹۰) بر اساس سکوی B0 است. و برای اولین‌بار در آن از پیشران ME16 سایپا استفاده خواهد شد. این پیشران در بیشترین حالت ۱۱۵ اسب بخار توان و ۱۴۴ نیوتون-متر گشتاور تولید می‌کند.

## تاریخچه
مدیران شرکت پارس خودرو از سال‌ها قبل برنامهٔ داخلی‌سازی رنو لوگان (تندر ۹۰) را داشته‌اند امّا این پروژه سال‌ها بود که به حالت تعلیق درآمده بود. تا آن که دی‌ماه سال ۱۳۹۸، با تشدید تحریم‌های ایالات متحده آمریکا علیه ایران، شرکت فرانسوی رنو به صورت یک‌طرفه با پارس خودرو قطع رابطه و کارشناسان خود را از خط تولید لوگان و ساندرو خارج کرد. چنین شد که پروژهٔ تولید لوگان بدون حضور رنو با نام پروژه P90 دوباره مطرح شد. کادیلا برای اولین‌بار در مراسم افتتاح خط تولید جدید مگاموتور رونمایی شد. خروج شرکت رنو از پارس خودرو، این شرکت برای تأمین پیشران کادیلا دچار مشکل شد؛ برای همین از پیشران ME16 مگاموتور در خودروی جدیدش استفاده کرد. این پیشران حدود ۱۲ اسب بخار توان و ۴ نیوتون-متر گشتاور بیشتر نسبت به فرانسوی دارد.

## ویژگی‌های فنی

### سکو
سازهٔ این خودرو متعلق به نسل اوّل داچیا لوگان (تندر ۹۰) و سکوی B0 رنو-نیسان می‌باشد که به گفتهٔ مدیر پروژه، تقویت‌هایی را در بخش عرضی کف خودرو داشته است تا استحکام خودرو را در برخورد از کناره‌ها بیشتر شود. این خودرو دیفرانسیل جلو است.

### پیشران
ساختار پیشران مورد استفاده در این خودرو از نوع چهار سیلندر و شانزده سوپاپ است که ۱۶۰۰ سی‌سی حجم دارد و در شرایط مطلوب ۱۱۵ اسب بخار توان در ۵۸۰۰ دو و ۱۴۴ نیوتون-متر گشتاور در ۴۲۰۰ دور تولید می‌کند. این پیشران دارای فناوری سامانه سوپاپ متغیر و استاندارد آلایندگی یورو ۵ (Euro V) است.
این پیشران از طریق شرکت مگاموتور برای پارس خودرو تأمین می‌شود. این پیشران در اصل الگوبرداری شده از پیشران EC5 شرکت پسا است. شرکت PSA با سرمایه‌گذاری‌هایی که در این زیرمجموعهٔ سایپا داشت، قرار بود تا خط‌تولید پیشران EC5 را برای استفاده در سیتروئن C3های تولیدی در سایت سایپا-سیتروئن را در مگاموتور راه بیاندازد و مگاموتور با امضای این قرارداد توانست دانش‌فنی این پیشران را به‌دست‌آورد؛ که سرانجام در سال ۱۳۹۸ با تشدید تحریم‌های ایالات متحده آمریکا علیه ایران، شرکت PSA از ایران خارج شد و این پروژه نیمه‌کاره ماند. سر انجام شرکت مگاموتور با تکمیل خط‌تولید نیمه‌کارهٔ این پیشران توانست نمونه‌ای مشابه آن با نام اختصاری ME16 تولید و برای خودروهایی مانند کادیلا مناسب سازد.

### تعلیق
تعلیق این خودرو مشابه رنو لوگان نسل اوّل است. سامانه تعلیق لوگان نرم و قوی است و شاسی آن به‌طور قابل توجهی بالاتر از سایر خودروهای جمع و جور قرار می‌گیرد تا به آن کمک کند تا در جاده‌های خاکی و چاله‌ها در جاده‌های آسفالتی که به خوبی نگهداری نشده‌اند، به مشکل برنخورد.

### جعبه‌دنده
در کادیلا جعبه‌دنده ۵ سرعته دستی ۵F18 سری SE (با مهندسی آیسین) توان را به چرخ‌های جلوی کادیلا دنده دستی می‌رساند و در نسخه خودکار، جعبه‌دنده ۶ سرعته خودکار DAE وظیفه انتقال قدرت را برعهده دارد.

### ترمزها و دیگر ویژگی‌های ایمنی
ترمزها در کادیلا در چرخ‌های جلو دیسکی و در چرخ‌های عقب از نوع کاسه‌ای خنک‌شونده است.
از دیگر امکانات ایمنی کادیلا می‌توان به دو کیسه هوا، فرمان کمکی برقی، نور روشنایی روز و… اشاره کرد.
در ژوئن ۲۰۰۵، نسخهٔ فرانسوی این خودرو (داچیا لوگان)، در تست تصادق یورو ان‌سی‌ای‌پی توانست سه ستارهٔ ایمنی را به‌دست‌آورد.

## امکانات
در تمام نسخه‌های کادیلا امکاناتی از قبیل فرمان کمکی برقی، تریم داخلی چرم مصنوعی، چراغ روشنایی روز، دوربین و حسگر پارک عقب، نمایشگر لمسی، شیشه‌ها و آینه‌های جانبی برقی، حسگر فشار باد تایرها، دو کیسه هوا، تهویه خودکار، ترمزهای دیسکی جلو و کاسه‌ای عقب، رایانه سفری، سامانه کنترل پایداری الکتریکی، سامانه کنترل شروع حرکت در سربالایی و… وجود دارد ولی در نسخه‌های کامل‌تر امکاناتی چون سانروف، کروز کنترل، محدودکنندهٔ سرعت، شیشه‌های دودی عقب، استارت دکمه‌ای و… وجود دارد.